# Кучерук, Владислав Викторович
Владисла́в Ви́кторович Кучеру́к (укр. Владислав Вікторович Кучерук; род. 14 февраля 1999, Винница) — украинский футболист, вратарь клуба «Прикарпатье». В составе сборной Украины (до 20 лет) чемпион мира 2019 года.

## Клубная карьера
Воспитанник ДЮСШ клуба «Подолье» (Хмельницкий), продолжил своё обучение в клубной академии киевского «Динамо». 1 июня 2015 года подписал контракт с киевскими «динамовцами», в сезоне 2015/2016 Детско-юношеской футбольной лиги Украины в составе команды до 17 лет был признан лучшим вратарём сезона. 13 марта 2016 года в матче чемпионата Украины среди команд моложе 19 лет дебютировал в игре против донецкого «Шахтёра», пропустив на 90-й минуте матча первый гол. 1 июля 2016 года дозаявлен на сезон 2016/2017 УПЛ.
Летом 2020 года арендован ковалёвским «Колосом». Дебютировал в украинской Премьер-лиге 17 октября 2020 года, выйдя в стартовом составе в выездном матче против луганской «Зари». В дебютном матче пропустил один гол от Владислава Кочергина, а команда сыграла вничью 1:1

## Карьера в сборной
В 2019 году поехал с командой U-20 на молодёжный чемпионат мира в Польше, с которой стал чемпионом мира.

## Достижения

### Командные
«Заря» (Луганск)
- Бронзовый призёр чемпионата Украины: 2022/23

Сборная Украины (до 20 лет)
- Победитель молодёжного чемпионата мира: 2019

### Личные
- Орден «За заслуги» III степени (2019)[5]